# Popillia morettoi
Popillia morettoi är en skalbaggsart som beskrevs av Guido Sabatinelli 1996. Popillia morettoi ingår i släktet Popillia och familjen Rutelidae. Inga underarter finns listade i Catalogue of Life.